# كمين اللواء 25 مدرع
كمين اللواء 25 مدرع أو معركة اللواء 25 مدرع مستقل هي معركة وقعت في 17 أكتوبر 1973 «اليوم الحادي عشر من حرب أكتوبر»، شرق البحيرة المرة الكبرى، في شبه جزيرة سيناء. حيث نصبت الفرقة 162 التابعة للجيش الإسرائيلي كميناً للواء 25 مدرع المصري. كان هدف الإسرائيليين تدمير هذا اللواء الذي أراد تعطيل عملية العبور الإسرائيلي لقناة السويس.

## خلفية تاريخية
اعتقدت القيادة المصرية في البداية أن هدف القوة الإسرائيلية التي عبرت قناة السويس إلى الضفة الغربية ليلة 16/15 أكتوبر هو القيام بغارة جريئة ضد قواعد الصواريخ المصرية مما يتيح للطيران الإسرائيلي كسب السيادة الجوية فوق منطقة قناة السويس، بالإضافة إلى التأثير النفسي الذي ستحدثه في القوات المصرية. وعلى الرغم من علم القيادة المصرية المُسبق بتدرب القوات الإسرائيلية على عبور قناة السويس قبل قيام حرب أكتوبر فلم تكن تتخيل أن القيادة الإسرائيلية يمكن أن تخاطر بدفع قوة كبيرة لعبور قناة السويس إلى الغرب دون أن تؤسس لها جسور ثابتة لتلقى الإمدادات وأن الهجمات العنيفة التي تشنها القوات الإسرائيلية ضد الجانب الأيمن للفرقة 16 مشاة إنما هدفها فتح ممر من الشرق إلى الغرب حتى منطقة الدفرسوار، لذلك هونت من أمر القوة الإسرائيلية التي عبرت القناة وجاء ذلك نتيجة تقارير الاستطلاع الخاطئة التابعة للمخابرات الحربية وقد نجحت القوة الإسرائيلية المؤلفة من قوة مظلات وكتيبة دبابات من تفادي رصدها بواسطة الاستطلاع الجوي المصري بالاختباء في الحزام الأخضر بين قناة السويس وترعة المياه الحلوة الموازية لها في حين اختبأت الدبابات في هناجر مطار الدفرسوار.
ولما تنبهت القيادة المصرية أخيراً لحقيقة هذه القوة الإسرائيلية العابرة ركزت جهودها في البداية على تدمير الممر الإسرائيلي على الضفة الشرقية لقناة السويس بإغلاق الثغرة على الجانب الأيمن للفرقة 16 مشاة ثم إبادة وأسر القوات الإسرائيلية المتمركزة بها وكان ذلك جزءاً من سلسلة الأخطاء الكارثية التي وقعت فيها القيادة المصرية بدايةً مع عملية تطوير الهجوم المصري منذ 14 أكتوبر.

## الإعدادات المصرية لتصفية الثغرة

### خطة أحمد إسماعيل
بعدما تبين للقيادة المصرية أخيراً النوايا الحقيقية للهجوم الإسرائيلي، اجتمع الفريق أحمد إسماعيل بالقادة المصريين في المركز 10 فور عودته من مجلس الشعب وتقرر توجيه ضربة ضد القوات الإسرائيلية في منطقة الثغرة صباح يوم 17 أكتوبر وذلك بتكليف اللواء 25 مدرع مستقل التابع للفرقة السابعة مشاة (الجيش الثالث) بالتحرك من موقعه من الجنوب باتجاه الشمال على الطريق العرضي 1 (طريق الشط) الموازي للبحيرات المرة الكبرى شرقاً وفي نفس الوقت تتحرك الفرقة 21 المدرعة من الشمال إلى الجنوب من مواقعها في قرية الجلاء للإطباق على قوة العدو وتصفية الثغرة، كذلك فقد كُلفّ اللواء 16 مشاة ميكانيكي بتوجيه ضربة ثانوية ضد القوة الإسرائيلية التي نجحت في التسلل غرب القناة.
كانت الخطة تبدو سليمة من الناحية النظرية، لكن على أرض الواقع تبين أنها خطة فاشلة للأسباب الآتية:
- الطريق الذي سيقطعه اللواء 25 مدرع من موقعه للوصول إلى نقطة الثغرة يقع تحت سيطرة الجيش الإسرائيلي وهي مسافة تبلغ 30 كم مما سيهدد رتل اللواء أثناء تحركه ويعطل وصوله ويكبده خسائر.
- طبيعة الأرض شرق البحيرات المرات تتدرج في الارتفاع كلما اتجه اللواء المدرع 25 شمالا ل
- خروج اللواء من تغطية مدفعية الجيش الثالث وكذلك مدفعية الجيش الثاني غرب القناة بسبب بعد المسافة، نظراً لوجود البحيرة المرة كعائق والتي يصل متوسط عرضها إلى 14 كم وفي ذات الوقت سيصبح اللواء معرضاً لقصف نيران مدفعية العدو.
- ومؤكد أن اللواء 25 المصرى المدرع لم يتعرض لهجمات جوية ذلك لوجود صواريخ سام التي جعلت للقوات المصريه الواقعه شرق القناه تمتلك مظله حمايه من الطيران بعمق ١٠ كيلو متر وهذا ما كان الفريق الشاذلى ياخذه سببا فى عدم تحرك القوات خارج مظله الحمابه الجويه مع سحب فرقه للخطوط الخلفيه غرب القناه لمواجهه قوات الثغره بقياده شارون وجها لوجه على ارض المعركه دون التداخل مع باقي القوات الاسرائيليه شرق القناه ورفض السادات ذلك وأصر على تطوير الهجوم خارج مظله الدفاع الجوي وهنا كانت بدايه الخسائر المصريه فى اكبر عدد دبات فاق المئتي دبابه مصريه
- ومع وجود غياب تام لعناصر قوات الاستطلاع أو المظلات المصريه لمعرفه تعداد القوات الاسرائيليه التى ستواجه اللواء 25 في طريقه لمنطقة الثغرة فلم يكن لدى اللواء 25 مدرع أو القيادة المصرية أي معلومات متوافرة أو تقديرات بشأن قوة الخصم والنتيجة أن اللواء وجد نفسه في مواجهة ثلاث ألوية مدرعة أي بنسبة تفوق (1:3) أو أكثر وذلك لوجود الويه بأسلحة مختلفه لص
- لم يكن هناك أي تنسيق بين اللواء 25 والفرقة 21 المدرعة نظراً لضيق الوقت مما قد يؤدي إلى وقوع حوادث نيران صديقة حال التقائهما المستحيل بمنطقة الدفرسوار. غير فقط إبلاغهم بأنه صدرت الأوامر للفرقه 21 المدرعه وأن تلك القيادتين قد أبلغوا بمشاركتهم معا
- وهنا فقدت الفرقة 21 مدرعة الكثير من دباباتها خلال معارك تطوير الهجوم والمزرعة الصينية فضلاً عن الخسائر الأخرى التي لحقت بها نتيجة القصف الصاروخي والمدفعي المركز لتتقلص عدد دبابات الفرقه 100 دبابه ويعتبر ذلك بمثابه فقد الفرقه للواء دبابات كامل ولكن كانت هناك دائما خسائر كبيره جدا بالقوات الإسرائيلية لكن كان يميزها المراوغه الفوريه دون الرجوع للقيادات بتل أبيب عكس القوات المصريه التى كانت تعمل بشكل مركزي وربط دائم مع مركز القياده رقم 10 وكان يأخر ذلك اتخاذ مواقف مرنه لتفادي الهجمات وكان يوجد إصرار على تنفيذ الأوامر من القاده والجنود دون رجعه وذلك كبد القوات الاسرائيليه خسائر كبيره وفادحه أيضا وربما ببعض الأوقات تنسحب القوات المصريه رغم انتصارها واقعيا على أرض المعركه لكن تطلب القياده ذلك فيتم التنفيذ دون نقاش .

### خطة الشاذلي
لقيت خطة دفع اللواء 25 مدرع لتصفية الثغرة شرق القناة معارضة شديدة بين القادة المصريين وعلى رأسهم رئيس الأركان وقائد الجيش الثالث وقائد اللواء 25 مدرع نفسه وكانت الخطة السليمة التي طرحوها تقضي بسحب اللواء من الشرق وعبوره القناة خلال ساعات الظلام على معابر الفرقة السابعة مشاة، ليقوم بتوجيه ضربته من الجنوب إلى الشمال غرب القناة على محور طريق المعاهدة وذلك صباح يوم 17 أكتوبر بعد إتمام تجميعه واحتوت هذه الخطة المزايا الآتية:
- المنطقة التي سيقطعها اللواء غرب البحيرة المرة تقع بأكملها تحت سيطرة القوات المصرية مما سيضمن عدم تعطل رتل اللواء خلال سيره.
- وقوع المنطقة غرب البحيرة المرة التي سيقطعها اللواء تحت مظلة قوات الدفاع الجوي المصرية مما سيضمن عدم تعرضه لهجمات العدو الجوية.
- وقوع المنطقة غرب البحيرة المرة تحت تغطية مدفعية الجيش الثالث والثاني وعدم قدرة العدو على قصف رتل اللواء 25 بالمدفعية أثناء سيره لبعد المسافة نظراً لوجود البحيرة المرة كعائق ولصعوبة ملاحظته.
- كانت طبيعة الأرض الصحراوية والزراعية غرب القناة تعتبر أرضاً صالحة لقتال الدبابات نظراً لوجود المباني والأشجار التي تسمح باستتار الدبابات تحتها فور وقوع أي هجمات جوية للعدو، كما أن الهيئات المرتفعة غرب خط تحرك رتل اللواء تهيئ له الوقاية من الجانب الأيسر عن طريق القوة التي كان سيدفعها في هذا الاتجاه والتي كان بمقدورها عن طريق احتلال هذه المرتفعات على طول طريق الرتل، السيطرة التامة على التحركات على طريق المعاهدة ومنع أي حركة التفاف أو تطويق من جانب قوات العدو التي عبرت القناة وفي نفس الوقت سيكون الجانب الأيمن للواء محمياً بوجود قناة السويس والبحيرة المرة.
- كانت القوة الإسرائيلية التي سيواجهها اللواء 25 مدرع عبارة عن لواء مظلات وحوالي 30 دبابة إسرائيلية مع بعض المدرعات نصف جنزير مما سيضمن له التفوق العددي.

### موقف السادات
على أثر الخلاف الذي وقع بين القادة المصريين في المركز 10 حول اتجاه الخطة الموضوعة لتصفية الثغرة، فقد أرسلت دعوة إلى الرئيس السادات للبت في الموقف والذي ثار ثورة عارمة في وجوه القادة الذين طالبوا بسحب اللواء 25 مدرع من الشرق ودفعه غرباً لتصفية الثغرة وأمر بعدم سحب أي قوات مصرية من الشرق وعدم طرح هذه الفكرة مرة أخرى وأيد قرار الفريق أحمد إسماعيل بدفع اللواء غرب القناة لتصفية الثغرة وبذلك حُسم الأمر بعد تدخل رئيس الجمهورية.

### قوة اللواء 25 مدرع والقوات المساندة
تألفت قوة الهجوم المصرية الرئيسية من لواء مدرع بقوة 75 دبابة طراز تي-62 (أفضل دبابة وقتها في الجيش المصري) بقيادة العميد أحمد حلمي بدوي، شملت قوة اللواء أيضاً كتيبة مدفعية اللواء وعناصر من المشاة الميكانيكية والدفاع الجوي وسلاح المهندسين مع 40 عربة ناقلة جنود مدرعة (بي تي أر-50) ولوريات الذخيرة والوقود وبعض عربات الإسعاف.
أما قوة الهجوم الثانوي فكانت قسمين: القسم المُهاجم القادم من الشمال غرب القناة وهو الفرقة 21 مدرعة بقوة 100 دبابة تي-55 بقيادة العميد إبراهيم العرابي والقسم المُهاجم من شرق القناة وهو لواء مشاة ميكانيكي (اللواء 116) بقيادة عقيد أركان حرب حسين رضوان.

## الإعدادات الإسرائيلية
في صباح يوم 17 أكتوبر، ورد تقرير بالقاعدة الرئيسية للوحدة 848 (الوحدة 8200 حالياً) في سيناء حول استعداد اللواء 25 مدرع للتحرك من الجنوب إلى الشمال على الضفة الشرقية للقناة باتجاه رأس جسر الجيش الإسرائيلي في الدفرسوار. وقد بُعثّ بالخبر إلى ضابط استخبارات الشبكة الذي خدم في قسم التصنت الملحق بالفرقة 162 والذي قدم لها معلومات استخبارية مستمرة أثناء القتال.
في ظهر ذلك اليوم، عُقد اجتماع للقادة الإسرائيليين شرقي موقع عبور الجيش الإسرائيلي لتحديد استمرار التحركات لعملية العبور.
وحضره قادة الفرق الإسرائيلية الثلاثة في الجبهة (الفرقة 162، 143، 252) وقائد الجبهة اللواء حاييم بارليف، ورئيس الأركان دافيد إلعازار، ووزير الدفاع موشيه ديان. في ذلك الوقت كان الهجوم الوشيك للواء 25 مدرع قد أصبح مكشوفاً وبدأ اللواء يتحرك شمالاً بالفعل.
حدد الاجتماع، من بين أمور أخرى، عبور الفرقة 162، تحت قيادة اللواء أبراهام أدان، للضفة الغربية للقناة، لكن كان عليها أولاً تدمير اللواء المصري المتقدم من الجنوب.

## تسليح الجانبين
| تي-62 · بلد المنشأ: الاتحاد السوفيتي | سنتوريون · بلد المنشأ: المملكة المتحدة | إم-48 باتون · بلد المنشأ: الولايات المتحدة | إم-60 باتون · بلد المنشأ: الولايات المتحدة |
| ------------------------------------ | -------------------------------------- | ------------------------------------------ | ------------------------------------------ |

استلمت مصر وسوريا كمية من دبابات تي-62 السوفيتية في 1972، حصلت مصر على نحو 200 دبابة انتظمت في لوائين مُدرعين جديدين، هما اللواء 15 مدرع مستقل (الجيش الثاني) واللواء 25 مدرع مستقل (الجيش الثالث) وقد اختير لتشغيل اللوائين أفضل أطقم دبابات تي-55، عماد القوات المدرعة المصرية، من حملة المؤهلات العليا والمؤهلات الفنية.
مثلّت الدبابة تي-62 نقلة نوعية وتكنولوجية لدى الجانب المصري وخصماً قوياً ضد الدبابات الإسرائيلية، لما تتمتع به من قدرات تسليح، فقد كان مدفعها الرئيسي عيار 115 متفوقاً على مدافع الدبابات العاملة في سلاح المدرعات الإسرائيلي عيار 105 وكان في مقدور هذا المدفع إطلاق دانات شديدة الإنفجار إلى مسافة 3,5 كم ودانات خارقة للدروع بمختلف أنواعها إلى مسافة تقدر بحوالي 2 كم مما كان كفيلاً بإحداث خسائر جسيمة في القوات المعادية، كذلك زودّت دبابة تي-62 بأجهزة رؤية ليلية متقدمة منحتها قدرات قتالية أفضل في الظلام.

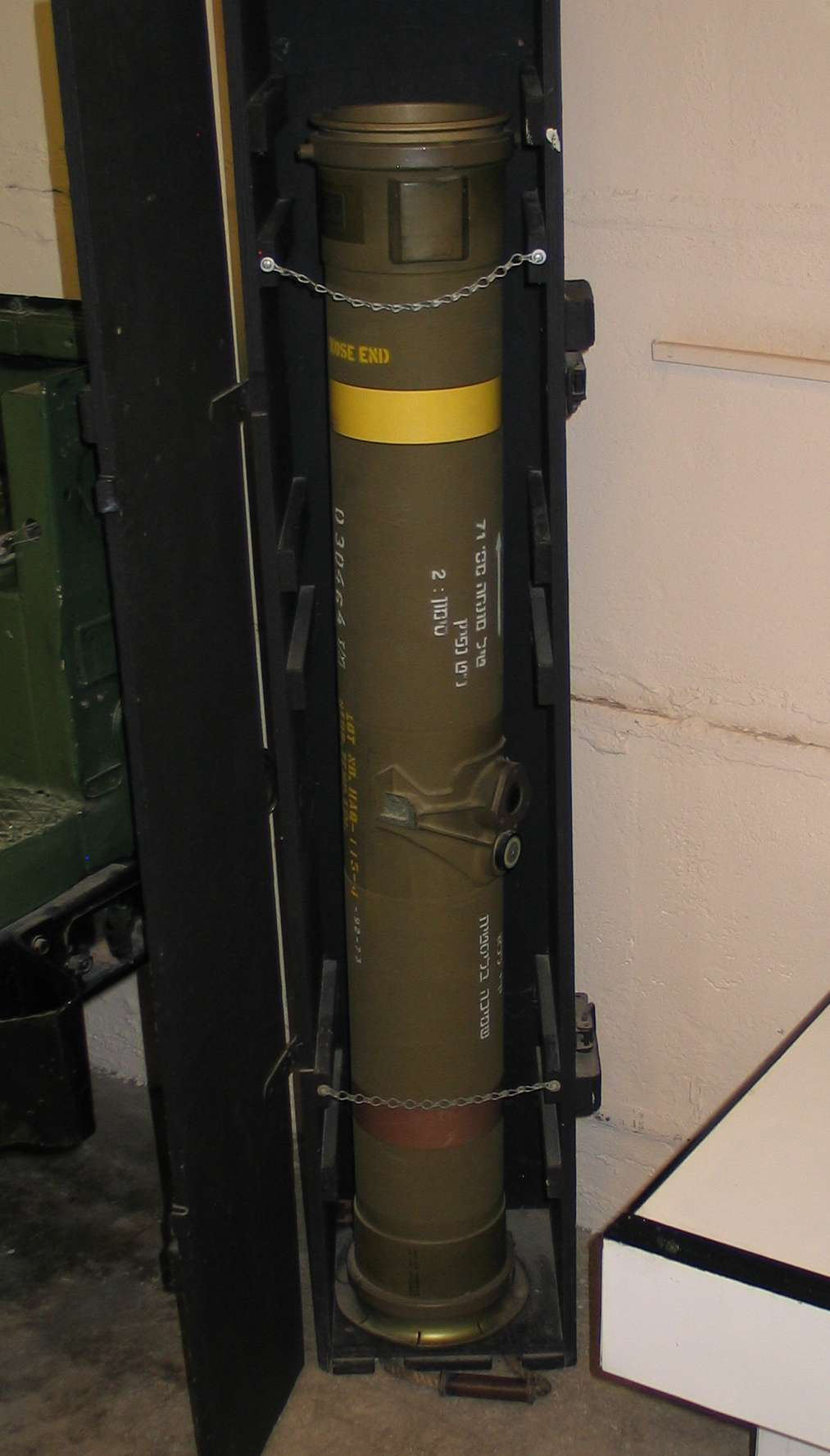
قاذف صاروخ تاو إسرائيلي

على الجانب الآخر، اعتمد الجانب الإسرائيلي على ثلاثة أنواع من الدبابات الغربية في خدمته والتي خضعت للتطوير والتحسينات منذ إلحاقها بسلاح المدرعات خلال فترة الستينات وهي دبابة سنتوريون البريطانية الصنع طراز (شوط)، الدبابتين الأمريكيتين الصنع إم-48/إم-60 باتون طراز (ماغاش) ولم تشترك في المعركة أي وحدات إسرائيلية مدرعة مسلحة بدبابات تي-55/54 (طراز تيران) التي أسرتها إسرائيل خلال حرب 67.
وفق شهادات عدد من ضباط وجنود اللواءات المصرية المدرعة التي شاركت في عملية تطوير الهجوم يوم 14 أكتوبر، ذكر هؤلاء تعرض مركباتهم المدرعة لإصابات من صاروخ تاو الأمريكي الموجه الذي استخدمته القوات الإسرائيلية ضدهم وهو نظير لصاروخ ساجر العامل بالجيش المصري، لكن لا يمكن الجزم بذلك، فقد استلمت إسرائيل كمية من صاروخ تاو لأول مرة خلال عملية عشب النيكل والتي بدأت بتاريخ 14 أكتوبر نفس يوم تطوير الهجوم المصري نحو المضايق، لذلك ليس من المنطقي وصول الصاروخ إلى الجبهة مباشرةً في نفس تاريخ وصوله لإسرائيل دون أن تتدرب القوات الإسرائيلية على استخدامه، أما في الاشتباكات التي تلت ذلك اليوم فمن الطبيعي أن تستخدمه القوات الإسرائيلية على كافة جبهات القتال وهناك شهادات مصرية عن استخدام صاروخ تاو خلال معركة اللواء 25 مدرع.
من جانبها لم تذكر المراجع الإسرائيلية بشكل قاطع استخدام تاو في معاركها على الجبهة المصرية ومن ضمنها معركة اللواء 25 مدرع، لكنها تذكر استخدامه على الجبهة السورية في آخر أيام الحرب، وعلى الجبهة المصرية في الاشتباكات المتقطعة بعد وقف إطلاق النار. ينطبق الأمر كذلك على الصواريخ الفرنسية الموجهة إس إس.11/10 التي تستخدمها القوات الإسرائيلية حيث لم يُذكر استخدامها في المعركة على الرغم من أنها استُخدمّت بكثافة خلال معارك سيناء في حرب 67.

## المعركة

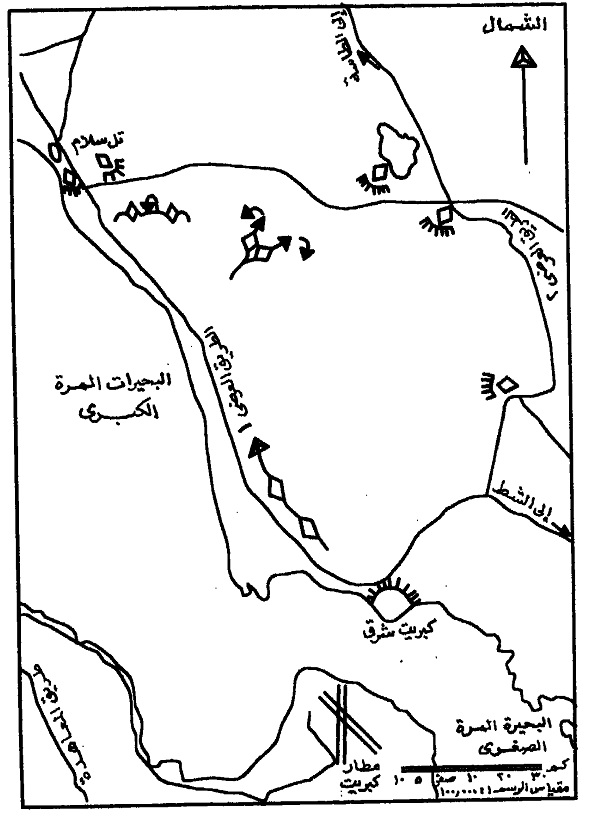
خريطة معركة اللواء 25 مدرع يوم 17 أكتوبر من كتاب المعارك الحربية على الجبهة المصرية، جمال حماد

عند ظهر يوم 16 أكتوبر، تلقى العميد أحمد حلمي بدوي، قائد اللواء 25 مدرع، الأمر بالتحرك لتنفيذ المهمة المكلف بها بتدمير القوات الإسرائيلية في منطقة الثغرة بالاشتراك مع الفرقة 21 مدرعة ونظراً لضيق الوقت، أصدر قائد اللواء تعليمات المعركة والتنظيم على الخرائط فقط لمجموعة الأوامر وقادة الوحدات وعند غروب شمس هذا اليوم، بدأ اللواء بالتحرك شمالاً بعد فتح ثغرات في حقول الألغام، لكن قبل وصول الكتيبة الأولى منه إلى نقطة كبريت الواقعة تحت السيطرة المصرية (حصن بوتزر سابقاً)، تلقى أمراً من العميد أحمد بدوي، قائد الفرقة السابعة، بالتوقف والعودة إلى سابق مواقعه على أن يكون على أهبة الاستعداد للتحرك مجدداً بعد ساعة من صدور الأمر.
كانت كتيبة المقدمة هي الوحيدة من اللواء التي خرجت من رأس كوبري الفرقة السابعة، لكن نظراً لأن تحرك اللواء كان خلال الظلام فقد عادت باقي الكتائب والوحدات المرافقة إلى مواقعها السابقة في الساعة الثانية صباحاً من يوم 17 أكتوبر ثم تلقى اللواء أمراً من قائد الفرقة السابعة بالتحرك في أول ضوء من يوم 17 أكتوبر. جاء هذا التضارب في الأوامر نتيجة الاختلاف الذي وقع بين القادة المصريين في المركز 10، بعد صدور الأمر للواء بالتحرك ثم الأمر بعودته ريثما يُبت في مسألة جهة تحرك اللواء شرق أو غرب القناة وبعد عرض الأمر على رئيس الجمهورية الذي حسم الأمر بتحرك اللواء شرقاً، أصدرت القيادة العامة أمراً بتحرك اللواء في صباح يوم 17 أكتوبر وفق الخطة الموضوعة.
تسبب هذا التضارب أيضاً في إنهاك أفراد اللواء وحرمانهم من أخذ قسط كاف من النوم والراحة وقد حاول اللواء عبد المنعم واصل قائد الجيش الثالث أن يوقف الكارثة المحدقة باللواء دون جدوي، فقد أبلغ رئيس الأركان، سعد الشاذلي هاتفياً في الثالثة صباحاً، بوجود مشاكل فنية تعيق تحرك اللواء صباح يوم 17 أكتوبر، لكن رئيس الأركان أخبره أن يُنفذ الأوامر التي صدرت له.
في الساعة 6:30 صباحاً، بدأ تحرك رتل اللواء 25 مدرع من منطقة تقاطع الطريق العرضي 1 مع طريق ممر الجدي، تتقدمه كتيبة المقدمة المدعمة بسرية من المدفعية وعناصر من المشاة الميكانيكية والدفاع الجوي والمهندسيين وتبعها مركز قيادة اللواء يصحبه الاحتياطي المضاد للدبابات واحتياطي المهندسيين وضابط الملاحظة الأمامي من مجموعة مدفعية الجيش الثالث المرابضة شرق القناة، ثم تحركت القوة الرئيسية للواء المكونة من كتيبتي دبابات وخلفها كتيبة المدفعية بخلاف سريتها الملحقة على كتيبة المقدمة ثم حرس المؤخرة وفي آخر الرتل تحركت العربات التي تحمل الذخيرة والوقود، بجانب بعض عربات الإسعاف.
في أثناء تقدم اللواء المدرع شمالاً، اعترضت سرية إسرائيلية مكونة من أربع دبابات، كتيبة المقدمة للواء بهدف تعطيل تقدمه لحين وصول باقي القوات الإسرائيلية، وهي السرية «أ» (حُب) المُلحقة على الكتيبة 407 التابعة للواء 600، بقيادة إيهود غروس. ووفقاً له، أطلقت دباباته الأربعة قذائفها من على مدى 2000 م بعدما أبلغ قيادته بتقدم اللواء المصري، لم يلجأ غروس للتكتيك الإسرائيلي المتبع حينها بإطلاق عدة قذائف على الهدف نفسه ولكنه اتبع تكتيك ضرب الهدف بقذيفة واحدة ثم التحرك بسرعة إلى موقع آخر حتى تتضمن الدبابات الإسرائيلية عدم رصدها وإصابتها.
يذكر غروس أن سريته نجحت في تعطيل اللواء المصري لمدة ساعة قبل أن ينسحب نتيجة التفاوت العددي، كذلك نجحت سريته خلال أقل من ثلاث دقائق في إصابة من 8 إلى 15 دبابة مصرية. وفق السرد المصري للمعركة، تمكن اللواء 25 من التغلب على مقاومات العدو التي اعترضت طريقه وقضى على قوة العدو المقدرة بسبع دبابات، لكنه خسر في المقابل عدداً من الدبابات لم يُحدد عددها. إلى جانب ذلك، قصفت المدفعية الإسرائيلية عيار 155 مم و175 مم رتل اللواء قصفاً عنيفاً أثناء تحركه شمالاً وتبين لاحقاً أنها من ضمن مجموعات المدفعية في القطاع الجنوبي الذي يرأسه الجنرال كالمان ماغن وساندت أيضاً الدبابات الإسرائيلية خلال المعركة الرئيسية. كما هاجمت الطائرات الإسرائيلية مركبات ودبابات الرتل وأدت شظايا البلي الناتجة عن القنابل العنقودية التي ألقتها إلى تمزق عجلات الجرارات المصنوعة من الكاوتش والتي تجر المدافع عيار 122 هاوتزر وبالتالي خرجت مدفعية اللواء من المعركة مسبقاً.
خلال اجتماع القادة الإسرائيليين، موشيه ديان وحاييم بارليف وإبراهام أدان، في مركز القيادة المتقدم في موقع كيشوف، وصلتهم رسالة من ماغن، تفيد بتحرك رتل اللواء 25 مدرع شمالاً شرق البحيرات المرة، كما أكدت وسائل الاستطلاع الجوي هذه الرسالة وفي الواحدة ظهراً تلقوا أيضاً رسالة من العقيد آمنون رشيف، قائد اللواء 14 مدرع، التابع لفرقة شارون، المتمركز في حصن لاكيكان (تل سلام) خلال إصلاحه دباباته المعطوبة بعد معاركه مع الفرقة 16 مشاة في المزرعة الصينية. كان مفاد الرسالة أن عاصفة ترابية تهب عليه من الجنوب مما يعني اقتراب اللواء 25 مدرع من موقع، ليترك الجنرال أدان موقع كيشوف ويتجه بنفسه ليقود المعركة المقبلة بعدما طلب من الجنرال حاييف بارليف، عودة لواء آرييه كيرين للعمل تحت إمرته، فوافق بارليف فوراً.
في ذلك الوقت كانت ثلاثة ألوية إسرائيلية هي ألوية نيتكا وغابي وتوفيا مشتبكة مع الفرقتين 21 مدرعة و16 مشاة المصريتين لفتح محوري أكافيش وطرطور وإتمام الإستيلاء على المزرعة الصينية، لذلك طلب الجنرال أدان من العقيد نيتكا أن يترك كتيبة واحدة من لوائه لدعم لوائي غابي وتوفيا على أن يلحقه بكتيبتين لاعتراض اللواء 25 مدرع. واندفع الجنرال أدان بأقصى بسرعة نحو الجنوب على الطريق العرضي رقم 2 تتبعه كتيبتا العقيد نيتكا المدرعتين، خلال ذلك تلقى أدان رسالة استغاثة من العقيد آمنون يخطره فيها باقتراب اللواء 25 مدرع من موقعه، في حين لم يكن معه سوى 30 دبابة صالحة للقتال.
في الساعة 15:00 مساءً تحركت دبابات اللواء 217 وطوقت المنحدرات الشرقية للواء 25، كما طوقت كتائب اللواء 500 المنحدرات الجنوبية لقطع الطريق على اللواء المصري في حالة ارتداده، بينما كانت قوات آمنون تواجه اللواء شمالاً عند حصن لاكيكان. فقد نظم أدان قواته المدرعة في هيئة كمين للإحاطة باللواء المصري من كل الجهات الشمالية والجنوبية والشرقية في شكل حرف (L) بينما كانت البحيرة المرة تعتبر حاجز طبيعي من الجهة الغربية وتستكمل الضلع الأخير للمصيدة التي وقع بها اللواء 25.
عند وصول اللواء 25 مدرع إلى مسافة 2 كم من تل سلام، فتحت الدبابات الإسرائيلية نيرانها عليه من شمال تل سلام وكذلك فعلت الدبابات الإسرائيلية على يمين اللواء في منطقة كثيب الحبشي وقد حاولت كتيبة المقدمة من اللواء 25 اختراق ستارة الدبابات الإسرائيلية عند تل سلام يساراً من جهة البحيرات المرة لكنها مُنيّت بخسائر فادحة وفشلت المحاولة على أثر ذلك طلب العميد أحمد حلمي من قيادة الجيش الثالث معاونة جوية ومدفعية عاجلة والتوقف لضبط أوضاع قواته لكن القيادة أجابته بعدم التوقف بتاتاً والاستمرار في التقدم عند رأس كوبري الفرقة 18 مشاة. حاول العميد أحمد حلمي اختراق ستارة الدبابات الإسرائيلية مجدداً لكن هذه المرة من جهة كثيب الحبشي يميناً لكن هذه المحاولة فشلت أيضاً لكثافة النيران الإسرائيلية وعدم دعمها بأي شكل من أشكال المعونة المدفعية والجوية فيما عدا طلعة جوية واحدة في الساعة 16:20 من طائرتين ميج-17 قصفت القوات الإسرائيلية في كثيب الحبشي ولم تُحقق أي خسائر تُذكر. بينما تلقت القوات الإسرائيلية المنخرطة في المعركة معاونة مدفعية من الفرقة 252 بناء على طلب قيادة الفرقة 162. ولا يذكر الجانب الإسرائيلي شيئاً حول تدخل الطيران الإسرائيلي في المعركة.
نفذت الكتيبة الثانية من القوة الأساسية للواء 25 مدرع محاولة ثالثة لاختراق تل سلام جهة اليسار لكنها وجدت نفسها في حقل الألغام الموجود بين الحصن والبحيرات المرة وتضررت الكثير من الدبابات ليرسل قائد اللواء للمرة الثانية بعد ارتفاع نسبة الخسائر رسالة لاسلكية إلى قيادة الجيش الثالث مكرراً طلبه التوقف وتعزيز الأرض المكتسبة أو الارتداد إلى حصن كبريت لكن القيادة رفضت مجدداً وأمرته بالتقدم مهما كان الثمن وكانت النتيجة أن أُصيبت معظم دبابات اللواء 25 مدرع بما فيها دبابة مركز القيادة المتقدم ودبابة مركز القيادة الرئيسي للعميد أحمد حلمي والذي لم يتمكن من التواصل مع قيادته إلا عن طريق جهاز لاسلكي احتياطي في عربة جيب، تمكن بواسطته من إخطارها باستحالة التقدم بعد خسارة معظم دبابات اللواء ليُصدق له بالارتداد. استغلت القوة المتبقية من اللواء 25 مدرع حلول الظلام لترتد جنوباً إلى حصن كبريت لكنها تورطت في حقل الألغام الذي يحيط بالحصن وخسرت أيضاً بعض الدبابات مما زاد الطين بلة.
أما بالنسبة لدور الفرقة 21 مدرعة فلم يكن في مقدورها سوى دفع ما تبقى من اللواء الأول التابع لها للإستيلاء على نقطة الدفرسوار والاتصال مع اللواء 25 مدرع ولم تكن دباباته تزيد على 53 دبابة ومع ذلك نجح بعد قصف جوي ومدفعي تمهيدي من الاستيلاء على نقطة الدفرسوار في الساعة 9:00 صباحاً لكنه اضطر للتراجع تحت ضربات القوات الإسرائيلية الشديدة من قصف مدفعي وجوي مركز بعدما خسر 20 دبابة وبالتالي فشل الاتصال مع اللواء 25 مدرع المتقدم جنوباً.
وفق الجانب الإسرائيلي خسر اللواء 25 مدرع ما لا يقل عن ستين دبابة بالإضافة إلى العديد من ناقلات الجنود وشاحنات الإمداد. من جانبها لم تخسر القوات الإسرائيلية سوى ثلاث دبابات فقط من اللواء 500. كذلك تذكر بعض المصادر الإسرائيلية أن خسائر اللواء المدرع المصري كانت 86 دبابة من أصل 96 دبابة مقابل خسارة 4 دبابات إسرائيلية تورطت في حقل ألغام حصن بوتزر (كبريت) أثناء مطاردتها للدبابات المصرية المنسحبة، لكن وفق الجانب المصري لم يكن حجم اللواء بقوة 96 دبابة عند تحركه يوم 17 أكتوبر نظراً لخسارته بعض دباباته في المعارك السابقة خاصة معركة تطوير الهجوم يوم 14 أكتوبر لتقتصر قوته على 75 دبابة خسر منها 65 دبابة في معركة 17 أكتوبر وعادت 10 دبابات و7 ناقلات مدرعة فقط إلى كبريت مع 180 جندياً مصرياً. وحتى اليوم ما زالت الخسائر البشرية المصرية مجهولة خلال هذه المعركة.

## النتيجة
كانت معركة اللواء 25 مدرع آخر محاولة مصرية للقضاء على الثغرة من جهة الشرق، اضطرت بعدها القيادة المصرية في التعامل مع القوات الإسرائيلية المتدفقة غرباً لكن بعد فوات الأوان فقد نجحت القوات الإسرائيلية في إقامة جسر بونتون وارتفع عدد الدبابات الإسرائيلية العابرة إلى غرب القناة وقد أدت تقارير الاستطلاع الخاطئة التي هونّت من قوام قوة العدو إلى الزج بقوات مصرية وجدت نفسها في مواجهة خصم يتفوق عليها عددياً وكانت النتيجة مآسي أخرى مُشابهة كما حدث للواء 23 مدرع.
لا شك وأن اللواء 25 مدرع كُلفّ بمهمة انتحارية تفوق قدراته خسر الجيش المصري على أثرها أحد أفضل ألويته المدرعة والمسلح بأفضل دبابة عاملة بالجيش المصري حتى ذلك الوقت والمتفوقة تكنولوجياً على الدبابات الإسرائيلية لكن ظروف المعركة أدت إلى فقدان هذه الميزة ورغم التفوق العددي الواضح لصالح الجانب الإسرائيلي فلا يمكن القول أن اللواء 25 مدرع واجه ثلاثة ألوية مدرعة إسرائيلية كاملة بمفرده لأن لا اللواء 25 ولا الألوية الإسرائيلية الثلاثة شاركوا بكامل قوتهم في المعركة. لقد قاتل اللواء 25 مدرع بشجاعة دون الحصول على أي دعم جوي أو مدفعي مؤثر بينما تطوقه الدبابات الإسرائيلية المدعومة بالمدفعية من كل جانب تقريباً ولم ينسحب من أرض المعركة إلا بعد الحصول على تصريح من قيادة الجيش الثالث بذلك بعدما خسر معظم قوته.
لا توجد أي إصابة مؤكدة في الدبابات المصرية بفعل مقذوفات تاو خلال فترة الحرب، لقد حدث تراشق بها بالفعل بعد إيقاف إطلاق النار لأغراض تجريبية وقد جاء في تقرير لوكالة المخابرات الأمريكية المركزية نُشر في سبتمبر 1975 أن صواريخ تاو وصلت من الولايات المتحدة لإسرائيل متأخراً لكنها استُخدمّت خلال انتهاكات وقف إطلاق النار الذي استمر لأسابيع بعد يوم 24 أكتوبر. وبالتالي فإن الشهادات المصرية المذكورة عن استخدامها في معارك تطوير الهجوم ومعركة اللواء 25 مدرع عارية من الصحة.
لم تتمكن دبابات تي-62 التابعة للواء 25 مدرع من تحقيق أي إصابة مؤكدة في الدبابات الإسرائيلية فالخسائر الإسرائيلية الضئيلة المُقدرة بثلاثة دبابات كانت نتيجة تعرض دبابة لمقذوف صاروخي واثنتان تعرضتا للتلف بفعل الألغام عند حصن بوتزر. كما لم تتسبب الطلعة الجوية الوحيدة التي جاءت للإسناد بأي خسائر في صفوف الخصم، بل إن إحدى طائرتي ميج-17 سقطت بنيران القوات الإسرائيلية وتمكن طيارها الجزائرى ملازم أول محمد دربيشي من الهبوط بالمظلة والعودة سالماً.
يُحمل البعض السادات المسؤولية عن خسارة اللواء 25 مدرع وتبديد قوته بلا طائل نتيجة تدخله في الأعمال العسكرية على الجبهة تدخلاً مباشراً وإصراره على دفع اللواء للتعامل مع الثغرة شرقاً بينما كان الموقف يقتضي مواجهة القوة الإسرائيلية غرباً كونها أنسب طريقة للتعامل مع الثغرة قبل استفحالها، بينما يبرر آخرون موقف السادات بعدم سحب أي قوات مدرعة من الشرق إلى الغرب إنما يرجع للأثر النفسي الذي سيخلفه هذا الأمر في نفوس الجنود المصريين وربما يفسره البعض على أنه انسحاب مشابه لما حدث في 67 وبالتالي تقويض الروح المعنوية، علاوة على ذلك سيعتبر الجيش الإسرائيلي هذا الانسحاب دليلاً على الضعف وبالتالي سيُكثف من هجماته على القوات المصرية ومع ذلك، اضطر السادات بعد توقيع اتفاقية فض الاشتباك الأولى إلى سحب كل الألوية المدرعة المصرية غرب القناة وليس لواء واحد ومن بينها بقايا اللواء 25 مدرع تاركاً سبعة آلاف جندي وثلاثين دبابة فقط شرق القناة.

## معرض الصور

### القادة المصريون

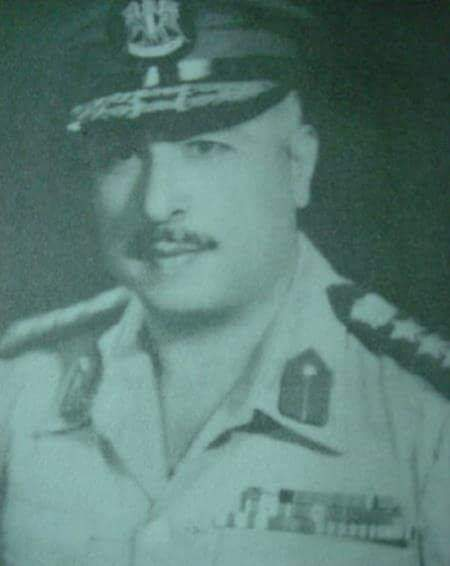
العميد أحمد حلمي بدوي، قائد اللواء 25 مدرع
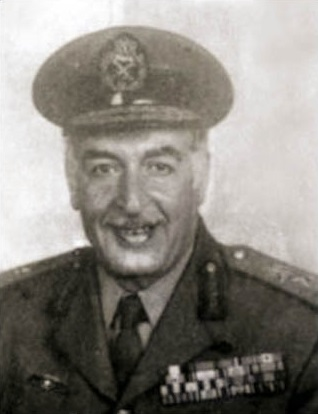
اللواء عبد المنعم واصل، قائد الجيش الثالث، حاول منع كارثة تدمير اللواء 25 مدرع
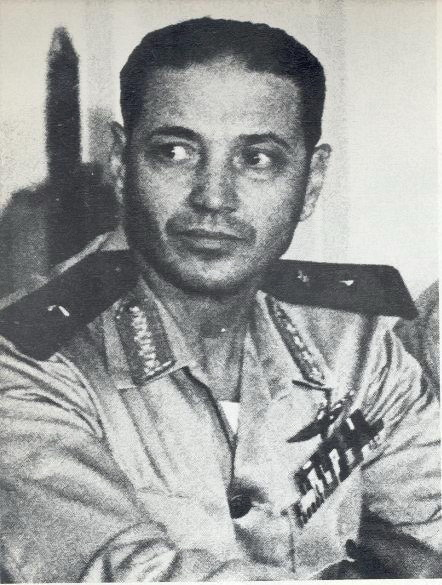
الفريق سعد الدين الشاذلي رئيس الأركان كان يرى ضرورة القضاء على الثغرة من الغرب
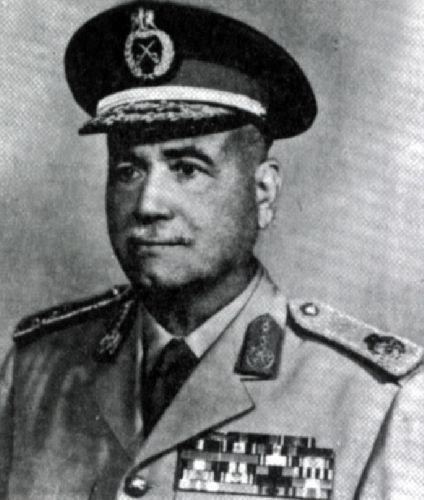
المشير أحمد إسماعيل كان يرى ضرورة القضاء على الثغرة من الشرق
الرئيس السادات أيد خطة القضاء على الثغرة من الشرق ورفض سحب أي قوات مصرية من شرق القناة لمواجهة القوات الإسرائيلية المتسللة غرباً

### القادة الإسرائيليون

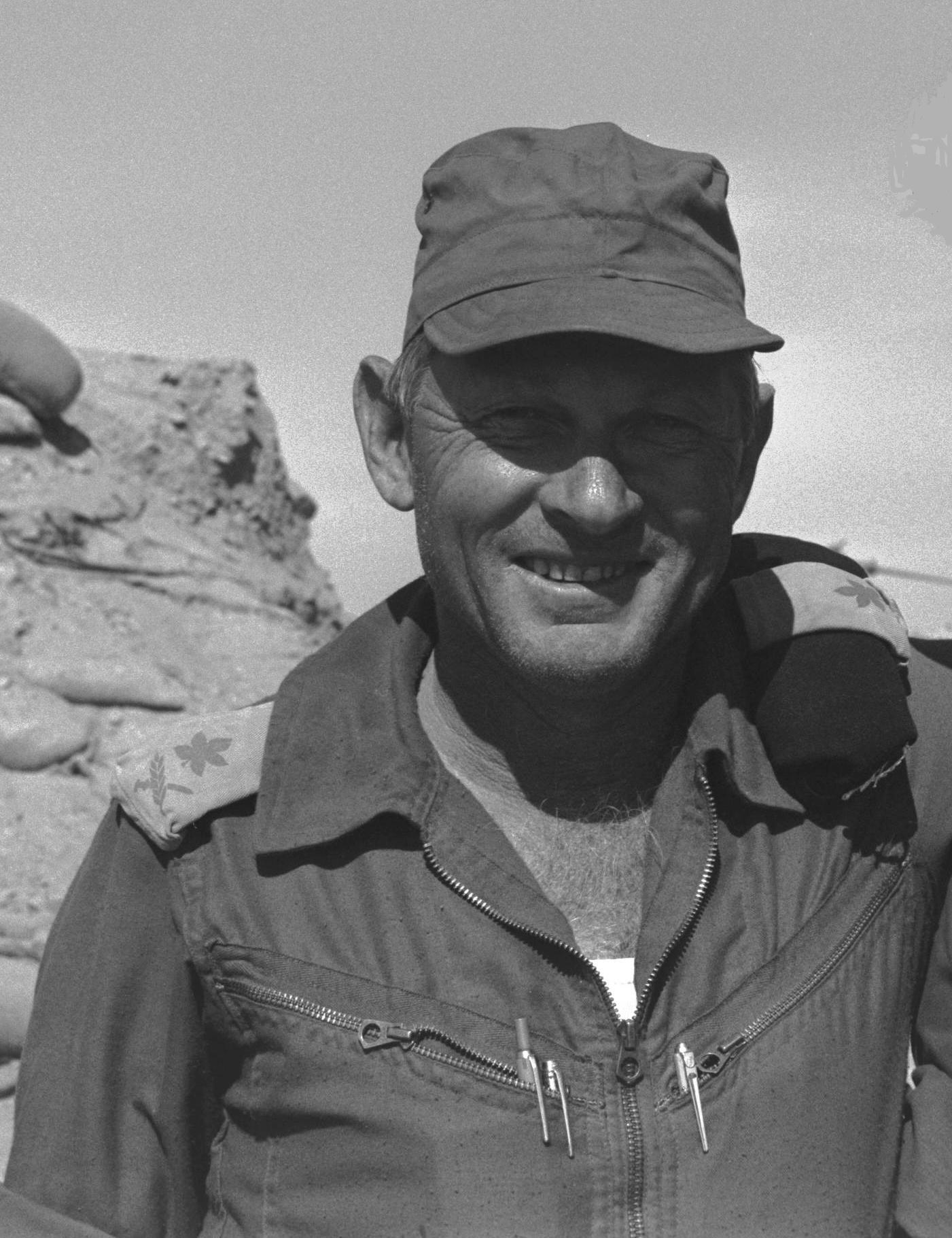
الجنرال إبراهام أدان قاد المعركة مع اللواء 25 مدرع بنفسه
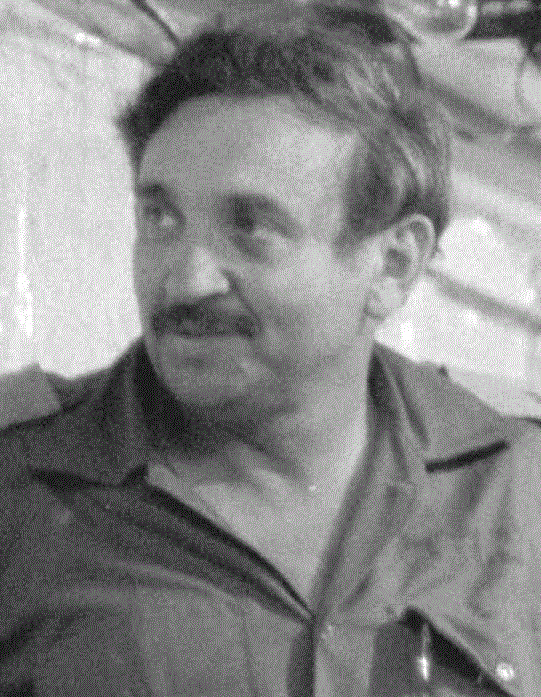
اللواء كالمان ماغن، قائد القطاع الجنوبي
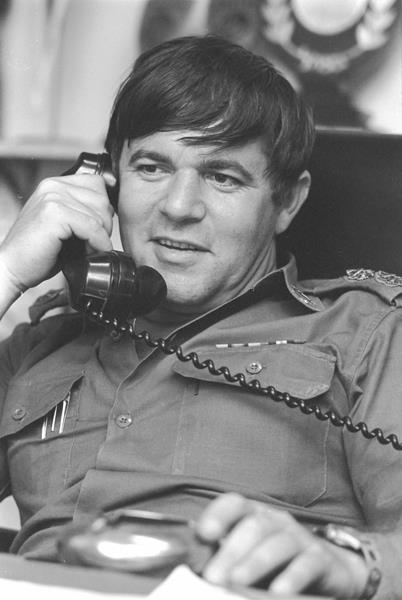
العقيد ناتان نير (نيتكا) شارك في المعركة بكتيبتين من لوائه
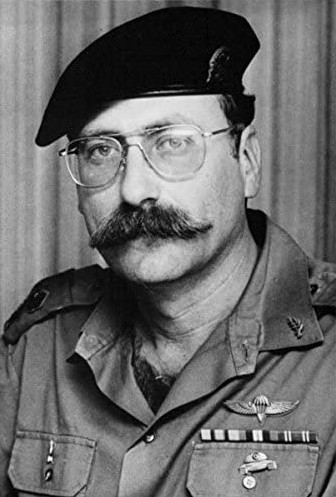
العقيد آمنون رشيف، قائد اللواء 14 مدرع، التابع لفرقة شارون
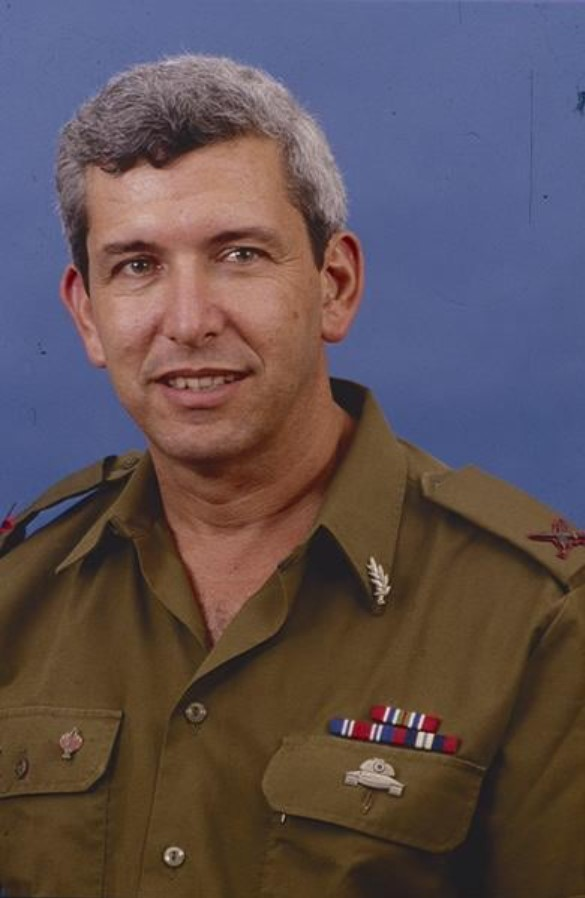
إيهود غروس، قائد السرية "أ"، الكتيبة 407 التابعة للواء 600، حاول مناوشة رتل اللواء 25 المتقدم

## الملاحظات
1. ↑  وفقاً للخسائر الجوية المصرية سقطت طائرتين في هذا اليوم؛ طائرة ميج-21 بقيادة ملازم أول نيازي مغربي وطائرة ميج-17 تابعة للسرب الجزائري العامل بمصر